# 圣埃卢瓦拉格拉西耶尔
圣埃卢瓦-拉格拉西耶尔（法語：Saint-Éloy-la-Glacière，法語發音：[sɛ̃.t‿elwa la glasjɛʁ]）是法国多姆山省的一个市镇，位于该省东南部，属于昂贝尔区。

## 地理
圣埃卢瓦-拉格拉西耶尔（45°33'39"N, 3°34'25"E）面积12.02 平方千米，位于法国奥弗涅-罗讷-阿尔卑斯大区多姆山省，该省份为法国中南部省份，北起阿列省接壤，东临卢瓦尔省，南至上盧瓦爾省和康塔爾省，西接科雷兹省和克勒兹省。
与圣埃卢瓦-拉格拉西耶尔接壤的市镇（或旧市镇、城区）包括：欧泽勒、埃尚德利、富尔诺勒、圣阿芒罗什萨维讷。
圣埃卢瓦-拉格拉西耶尔的时区为UTC+01:00、UTC+02:00（夏令时）。

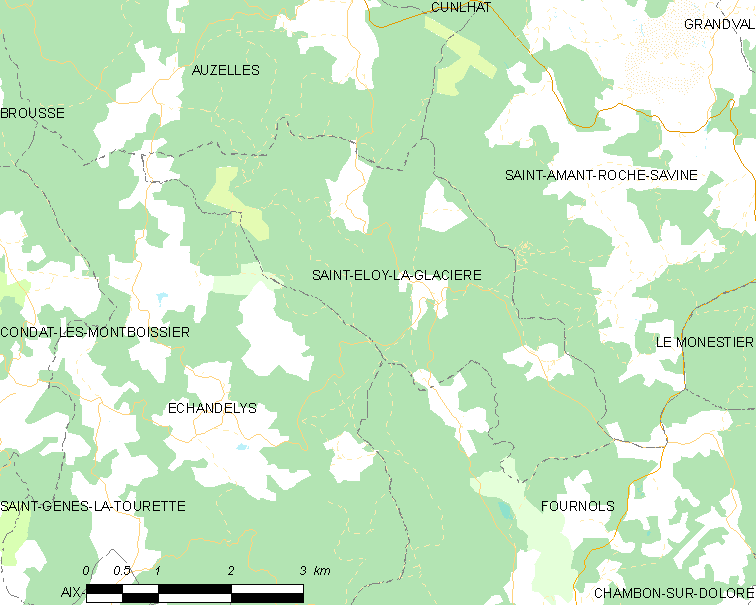
圣埃卢瓦-拉格拉西耶尔的OSM定位图

## 行政
圣埃卢瓦-拉格拉西耶尔的邮政编码为63890，INSEE市镇编码为63337。

## 政治
圣埃卢瓦-拉格拉西耶尔所属的省级选区为利夫拉杜瓦山县。

## 人口
圣埃卢瓦-拉格拉西耶尔于2022年1月1日时的人口数量为63人。

1962-2008年间圣埃卢瓦-拉格拉西耶尔人口变化图示